# David Bisbal
David Bisbal Ferre (Almería, Spanje, 5 juni 1979) is een Spaanse zanger, songwriter en acteur.

## Biografie
In 2002 brak David door in het Spaanse televisieprogramma Operación Triunfo, waar hij tweede werd achter Rosa López. Hoewel hij als tweede eindigde, is hij de meest succesvolle telg van Operación Triunfo en sinds zijn doorbraak behoort hij tot de best verkopende artiesten van Spanje. Grote hits van hem zijn onder andere Ave María, Digale, Bulería en Silencio. Met zijn eerste studio-album, Corazón Latino (2002), had hij direct succes in Spanje en Latijns-Amerika, gevolgd door de albums 'Buleria'(2004) en Premonición in 2006. Met Premonición heeft hij ook hits gescoord in Duitsland, Zwitserland, Oostenrijk en Japan. Hij heeft veel prijzen ontvangen voor zijn werk, waaronder een Latin Grammy in 2003 voor beste nieuwkomer.
Davids muziek laat zich het best omschrijven als energieke Spaanse pop met invloeden van de flamenco uit zijn thuisstreek Andalusië. Voor zijn tweede album, Bulería (2004), begon David te experimenteren met componeren, wat resulteerde in de ballad Desnúdate Mujer. Voor zijn derde album Premonición heeft hij ruim de helft van de songs (7 van de 12) zelf gecomponeerd.
David had drie jaar een relatie met Chenoa, de zangeres die samen met hem in de eerste editie van Operación Triunfo zat en daar als vierde eindigde. Sinds 2005 is hij samen met Elena Tablada.
De Nederlandse bewerking van zijn nummer Silencio (Jij bent zo) betekende de doorbraak van Jeroen van der Boom, die er in augustus 2007 de nummer 1-positie in de Nederlandse Top 40 mee haalde. Tijdens het concert dat Jeroen op 5 november 2007 in de Heineken Music Hall gaf, was David dan ook een van de special guests. Dat was tevens de eerste keer dat David voet op Nederlandse bodem zette.
Sin mirar atrás (zonder om te kijken), is het nieuwe studioalbum van David Bisbal en werd uitgebracht op 20 oktober 2009, voorafgegaan door de eerste single "Esclavo de sus besos". Dit nummer stond drie weken op nummer één in de Spaanse hitlijst. Er werden meer dan 40.000 exemplaren van verkocht.
Hij heeft ook een hit samen met K'naan, de titelsong van het WK in Zuid-Afrika genaamd Wavin' Flag.
In 2015 trad Bisbal als gastartiest op tijdens Toppers in Concert in de Amsterdam ArenA.

## Discografie

### Albums
| Album met eventuele hitnotering(en) in de Nederlandse Album Top 100 | Datum van verschijnen | Datum van binnenkomst | Hoogste positie | Aantal weken | Opmerkingen |
| ------------------------------------------------------------------- | --------------------- | --------------------- | --------------- | ------------ | ----------- |
| Corazón latino                                                      | 2002                  | -                     |                 |              |             |
| Bulería                                                             | 09-02-2004            | -                     |                 |              |             |
| Premonición                                                         | 05-12-2006            | -                     |                 |              |             |
| Sin mirar atrás                                                     | 20-10-2009            | 01-05-2010            | 81              | 1            |             |
| Hijos del mar                                                       | 02-12-2016            | -                     |                 |              |             |

### Singles
| Single met eventuele hitnotering(en) in de Nederlandse Top 40 | Datum van verschijnen | Datum van binnenkomst | Hoogste positie | Aantal weken | Opmerkingen              |
| ------------------------------------------------------------- | --------------------- | --------------------- | --------------- | ------------ | ------------------------ |
| Silencio                                                      | 2007                  | -                     |                 |              | #79 in de Single Top 100 |